# Förbundet Arbetarmakt
Ej att förväxla med den trotskistiska organisationen Arbetarmakt.
Förbundet Arbetarmakt var en vänstergruppering som verkade under 1970-talet i Sverige. Idag existerar inte förbundet, men de politiska skrifterna och pamfletterna är till stora delar bevarade på dess webbplatsen www.arbetarmakt.se. Webbplatsen är fortfarande aktiv och fylls på successivt med ännu fler texter skrivna och publicerade under denna period.
Genom den omfattande utgivningen av tidningar och skrifter kom Förbundet Arbetarmakt att vara ett inslag i vänsterpolitiken under 1970-talet, vilket stärktes av deltagande i demonstrationer och aktioner.

## Målsättning
Förbundet räknade tre mål som sina huvuduppgifter: 
1. att framhålla vad socialismen innebär - arbetarmakt och inte partimakt - och den med detta sammanhängande synen på de nuvarande socialistiska staterna, synen på övergången till socialismen och den revolutionära organisationens uppgifter härvid.
2. att framhålla den för upprättandet av socialismen nödvändiga självständiga arbetarkampen, såväl idag i form av organisering utanför de till den borgerliga statsapparaten uppknutna fackföreningarna, som i den revolutionära situationen utanför den revolutionära organisationen stående arbetarråd.
3. att framhålla socialismen som inte enbart ekonomisk frigörelse utan en väg till total frigörelse på livets alla områden, en frigörelse från alienation, droger, kvinnoförtryck, sexuellt förtryck etc.

## Historia
Våren 1972 beslöt fyra anarkistiska grupper att lämna den dåvarande anarkistiska ideologin och gemenskapen (konferenser) för att skapa ett samarbete under namnet Rådsocialisterna, ett begrepp som dittills aldrig tidigare använts i Sverige. Från denna tid finns Växjö Ungsocialisters pamflettserie, senare Fripresstryck Jönköping, samt tidningen Jönköpings Fria press med ”riksupplagan” Arbetarmakt. Den senare kom att bli ett gemensamt organ för de Rådssocialistiska arbetsgrupperna i Stockholm, Göteborg, Härnösand och Jönköping.
Den 19 augusti 1973 bildades Förbundet Arbetarmakt, förkortat FAM. Det kom att överta utgivningen av tidningen Arbetarmakt, och man startade en teoretisk tidskrift Rådsmakt samt fortsatte pamflettutgivningen i förlaget Arbetarpress. Förbundet Arbetarmakt fortsatte sin verksamhet tills förbundet upplöstes på den 9:e kongressen den 19 maj 1979. Några personer fortsatte att driva förlaget Arbetarpress, och gav ut 7 nummer av tidskriften Rådsmakt under 1981 - 1985, då Arbetarpress lades ner.
I Jönköping och Göteborg drev medlemmar från FAM bokkaféer.  Medlemmar i FAM deltog i Skogsarbetarstrejken 1975 och på Munksjö pappersbruk i Jönköping så fanns det även en arbetsplatsgrupp som hade beröringspunkter med FAM. Författaren Ragnar Järhult var medlem i förbundet och har bland annat skrivit om 1970-talets vilda strejker. 

## SÄPO's intresse
SÄPO kom att intressera sig för Förbundet Arbetarmakt. Så här stod det i den statliga utredningen om säkerhetspolisen:
| ”                  | Under andra halvåret 1976 telefonavlyssnades Förbundet Arbetarmakts bokcafé i Göteborg. Bakgrunden till detta var misstankar mot en medlem i anslutning till den stora terroristutredningen. | „ |
| – SK 1/1977. SÄPO. | |   |

Ingenting framkom dock som gav stöd åt misstankarna. År 1977 konstaterade säkerhetspolisen i Jönköping att ”FAM:s verksamhet är och har varit mycket blygsam och medlemsantalet omkring 20 personer”. I augusti 1978 bedrevs viss spaning mot förbundets sommarläger utanför Eksjö. Säkerhetspolisen betecknade 1978 FAM som en ”revolutionär organisation av huvudsakligen teoretisk karaktär”, dock mycket liten.
I utredningen påpekas att FAM tog uttryckligen avstånd från den parlamentariska demokratin, eller som man uttryckte det, ”vi är svurna fiender till det parlamentariska spektaklet”, men ställde trots det upp i kommunalvalet i Jönköping 1979. Förklaringen var att riksskatteverket velat momsbelägga tidningen Arbetarmakt. För att slippa momsen var man tvungen att visa att tidningen var politisk vilket krävde att förbundet ställde upp i val. I stället för parlamentariskt arbete propagerade FAM för ”den självständiga kampen på arbetsplatser, bostadsområden och skolor”.